# James Tytler
James Tytler (* eventuell am 17. Dezember 1745 in Angus, Schottland; † vermutlich 9. Januar 1804 Salem) war ein schottischer Apotheker. Er gilt als der erste Ballonfahrer Großbritanniens und war Redakteur der zweiten Auflage der Encyclopædia Britannica (1778–1784).
Tytler war der Sohn eines presbyterianischen Pastors in Schottland. An einer geistlichen Karriere war er letztlich nicht interessiert; er erlernte inoffiziell das Handwerk eines Chirurgen und Apothekers. Diese Tätigkeiten übte er neben dem Schreiben aus, war aber oftmals arm.
Trotz der geringen literarischen Vorleistungen engagierte man ihn 1778 als Redakteur der zweiten Auflage der Encyclopaedia Britannica, als Nachfolger von William Smellie. Dieser Aufgabe kam Tytler hervorragend nach, und das Resultat verkaufte sich auch gut, wenngleich die Rezensionen gemischt waren. Er schrieb einige Beiträge für die dritte Auflage und war eventuell kurz deren erster Redakteur.
Sein Interesse für die Chemie brachte ihn zum Ballonfahren, so wurde er 1784 der erste Mensch in Großbritannien, der einen Heißluftballon fuhr. Sein Ruhm hielt aber nicht lange an, nachdem einige Versuche vor Publikum missglückten.
Tytler musste mehrmals aus Edinburgh flüchten und weilte dann in anderen schottischen Orten oder in Nordengland. Mal flüchtete er vor Gläubigern, mal vor dem Scheidungsantrag seiner Frau und den damit verbundenen Prozesskosten, schließlich aus politischen Gründen: 1793 verurteilte ihn das Hohe Gericht wegen politisch aufrührerischer Tätigkeit. So beschimpfte er Beamte und rief zum Steuerboykott auf. Er kritisierte auch das Wahlrecht nach Vermögen oder Grundbesitz.
1795 wanderte Tytler nach Amerika aus. In Salem arbeitete er als Herausgeber einer Zeitschrift und verkaufte Medizin. Am Abend des 9. Januar 1804 verließ der notorische Alkoholiker betrunken sein Haus und kehrte nicht mehr heim. Das Meer spülte seine Leiche zwei Tage später an Land, vermutlich war er durch einen Unfall umgekommen.
In einer Arbeit zur Geschichte der frühen Britannica schreiben die Autoren, dass Tytler als sozialer Außenseiter viel Lohnschreiberei betrieb und selten aus der Armut herauskam. Doch besaß er viele Talente und hat sich seinen Platz in der Geschichte der Enzyklopädiegeschichte verdient.

## Belege
1. ↑  Kathleen Hardesty Doig, Frank A. Kafker, Jeff Loveland und Dennis A. Trinkle: James Tytler’s edition (1777–1784): a vast expansion and improvement. In: Frank A. Kafker, Jeff Loveland (Hrsg.): The Early Britannica (1768-1803): the growth of an outstanding encyclopedia. Voltaire Foundation, Oxford 2009, S. 69–155, hier S. 155.

| Personendaten    | Personendaten               |
| ---------------- | --------------------------- |
| NAME             | Tytler, James               |
| KURZBESCHREIBUNG | schottischer Apotheker      |
| GEBURTSDATUM     | unsicher: 17. Dezember 1745 |
| GEBURTSORT       | Fearn (Angus)               |
| STERBEDATUM      | unsicher: 9. Januar 1804    |
| STERBEORT        | Salem (Massachusetts)       |